# گردشگری در اردن

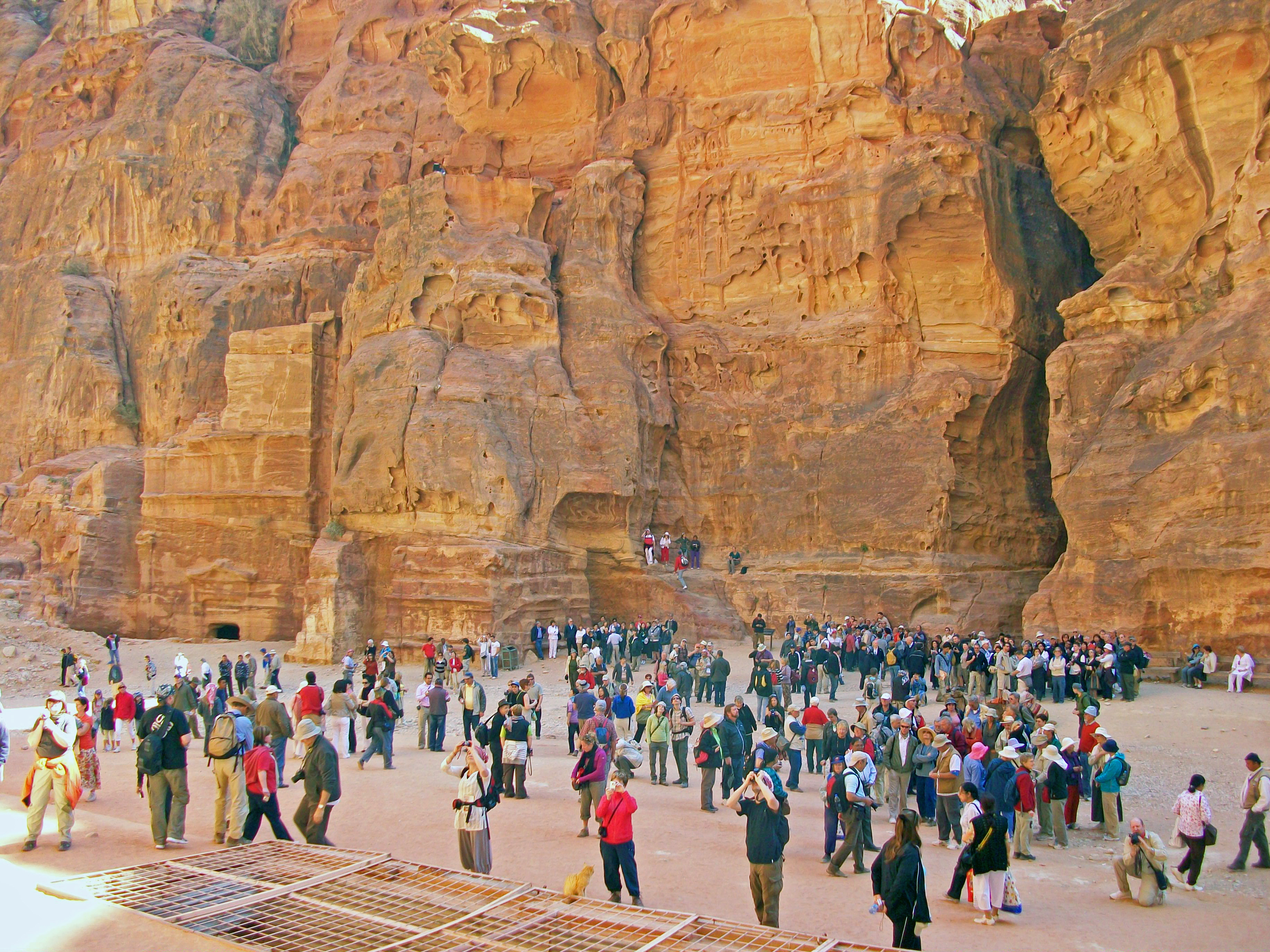
گردشگران هنگام ورود به پترا از الخزنه (که قابل مشاهده نیست) عکس می‌گیرند. سیق در سمت راست دیده می‌شود.

اردن یک کشور مستقل عربی در خاورمیانه است. پایتخت آن امان، پرجمعیت‌ترین شهر اردن و همچنین مرکز اقتصادی، سیاسی و فرهنگی این کشور است.
از مهمترین جاذبه‌های گردشگری آن می‌توان به بازدید از اماکن تاریخی مانند پترا که میراث جهانی یونسکو از سال ۱۹۸۵ و یکی از عجایب هفتگانه جدید است، رود اردن، کوه نبو، مادابا، مساجد و کلیساهای قرون وسطایی متعدد و بکر اشاره کرد. مکان‌های طبیعی (به‌طور کلی وادی روم و منطقه کوهستانی شمال اردن) و همچنین مشاهده مکان‌ها و سنت‌های فرهنگی و مذهبی را شامل می‌شود.
اردن از مقاصد گردشگری سلامت که در منطقه دریای مرده متمرکز است، گردشگری آموزشی، پیاده‌گردی و غواصی در عقبه صخره‌های مرجانی، گردشگری فرهنگ پاپ و گردشگری خرید در شهرستانها اردن را ارائه می‌دهد. بیش از نیمی از تقریبی ۴٫۸ میلیون گردشگر عرب در سال ۲۰۰۹، عمدتاً از شورای همکاری خلیج فارس، تعطیلات خود را در اردن گذراندند.

## مقصد اصلی گردشگری

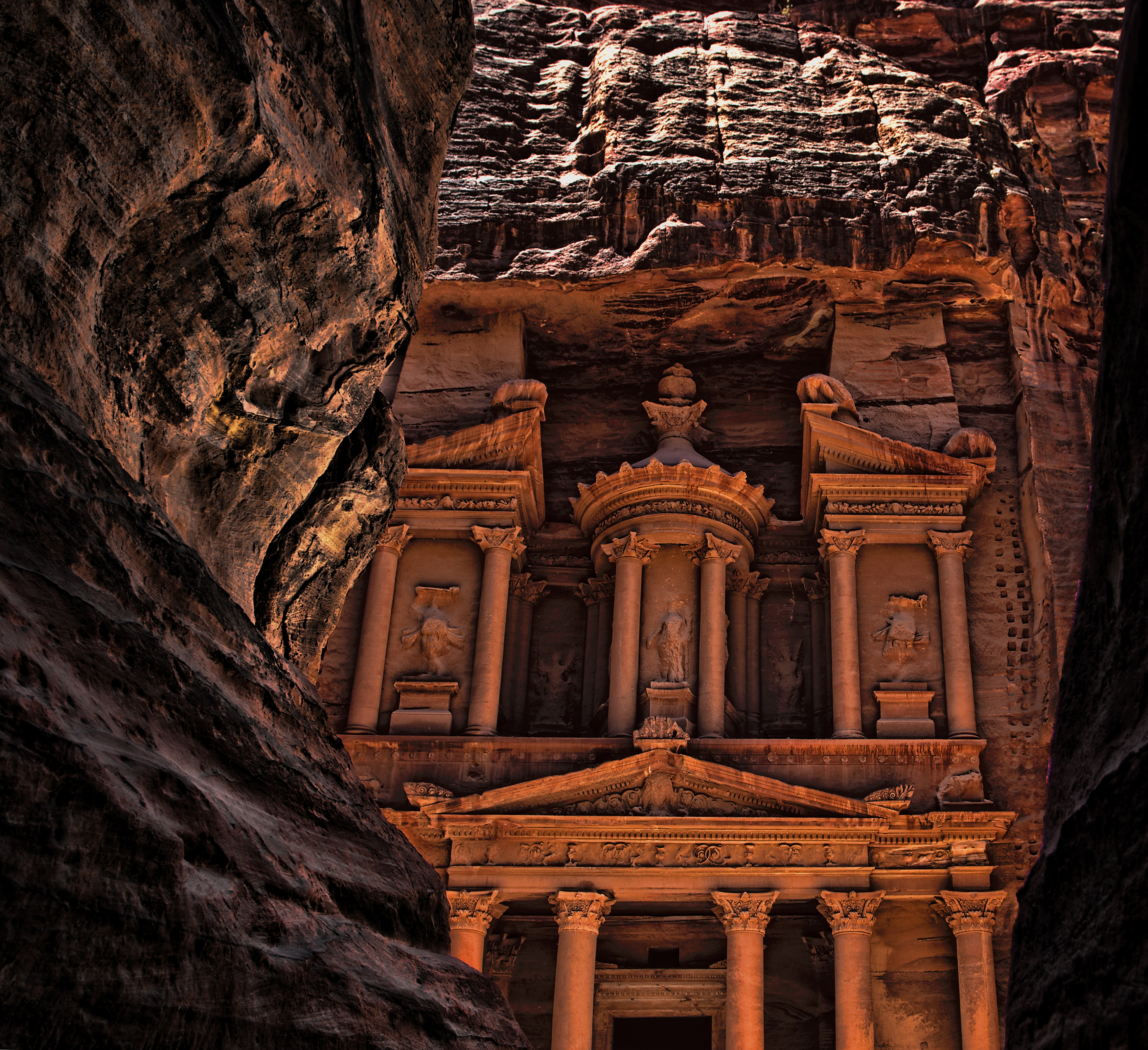
الخزنه در پترا

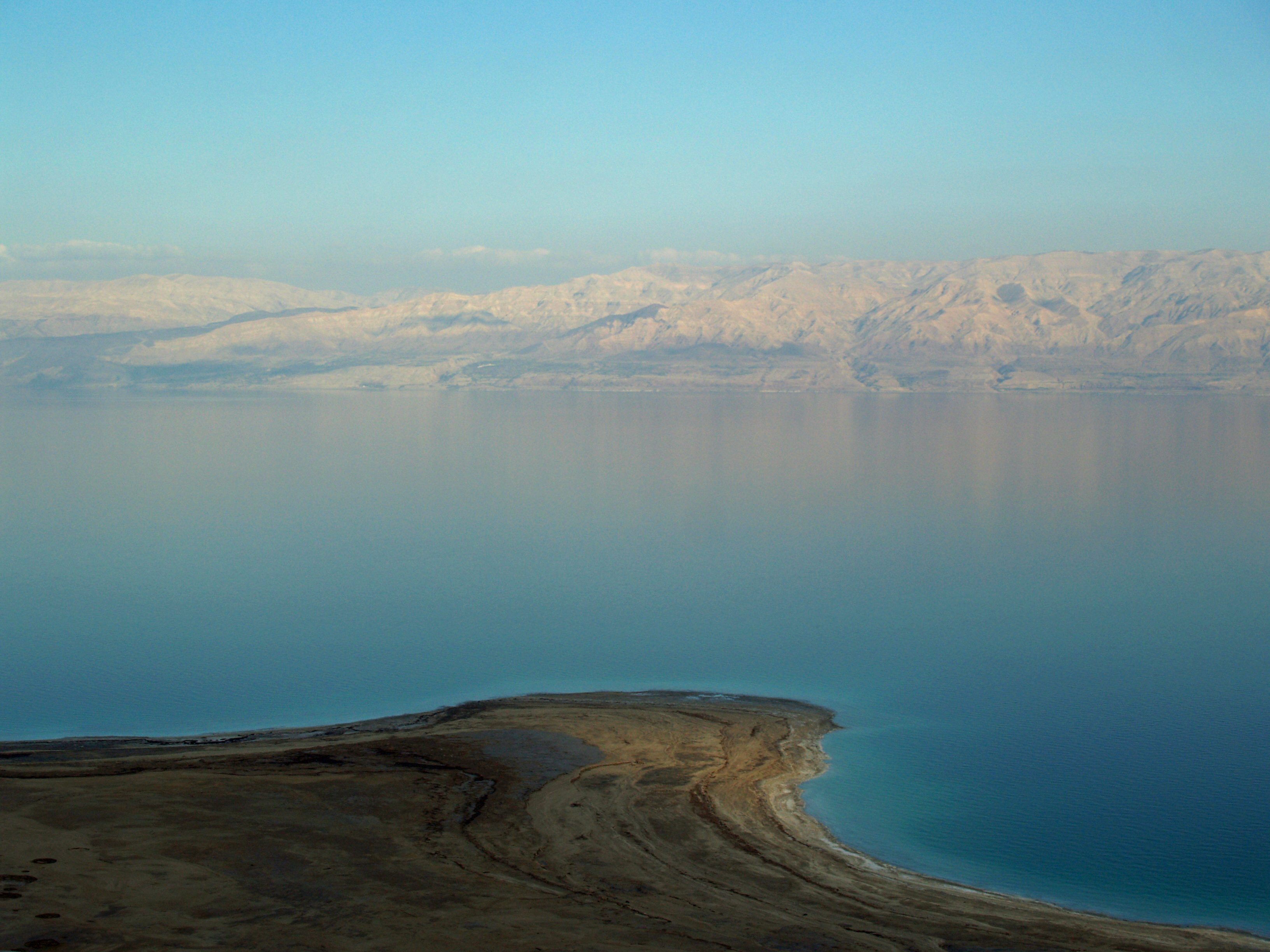
دریای مرده

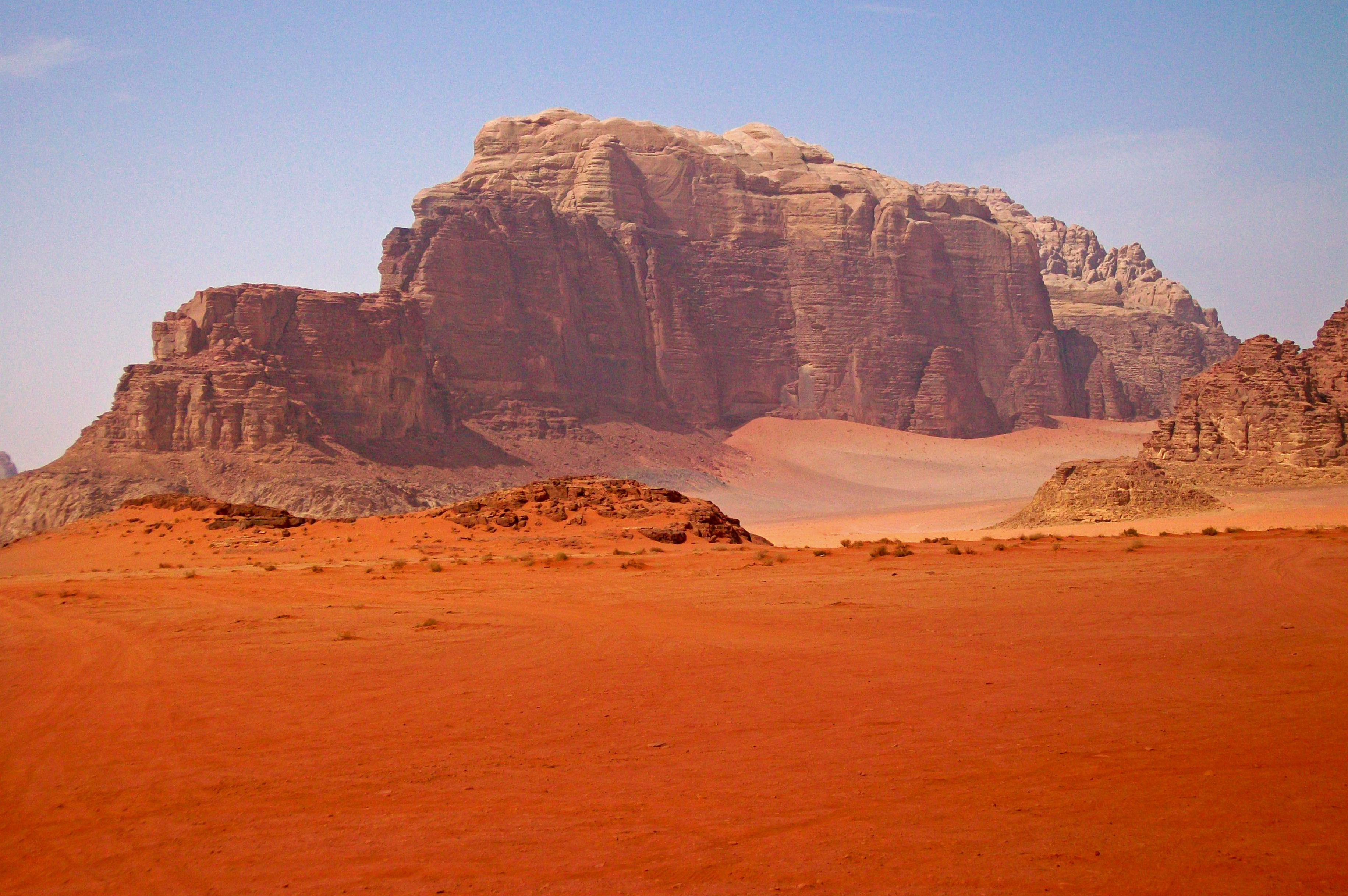
وادی رام

### اماکن باستانی

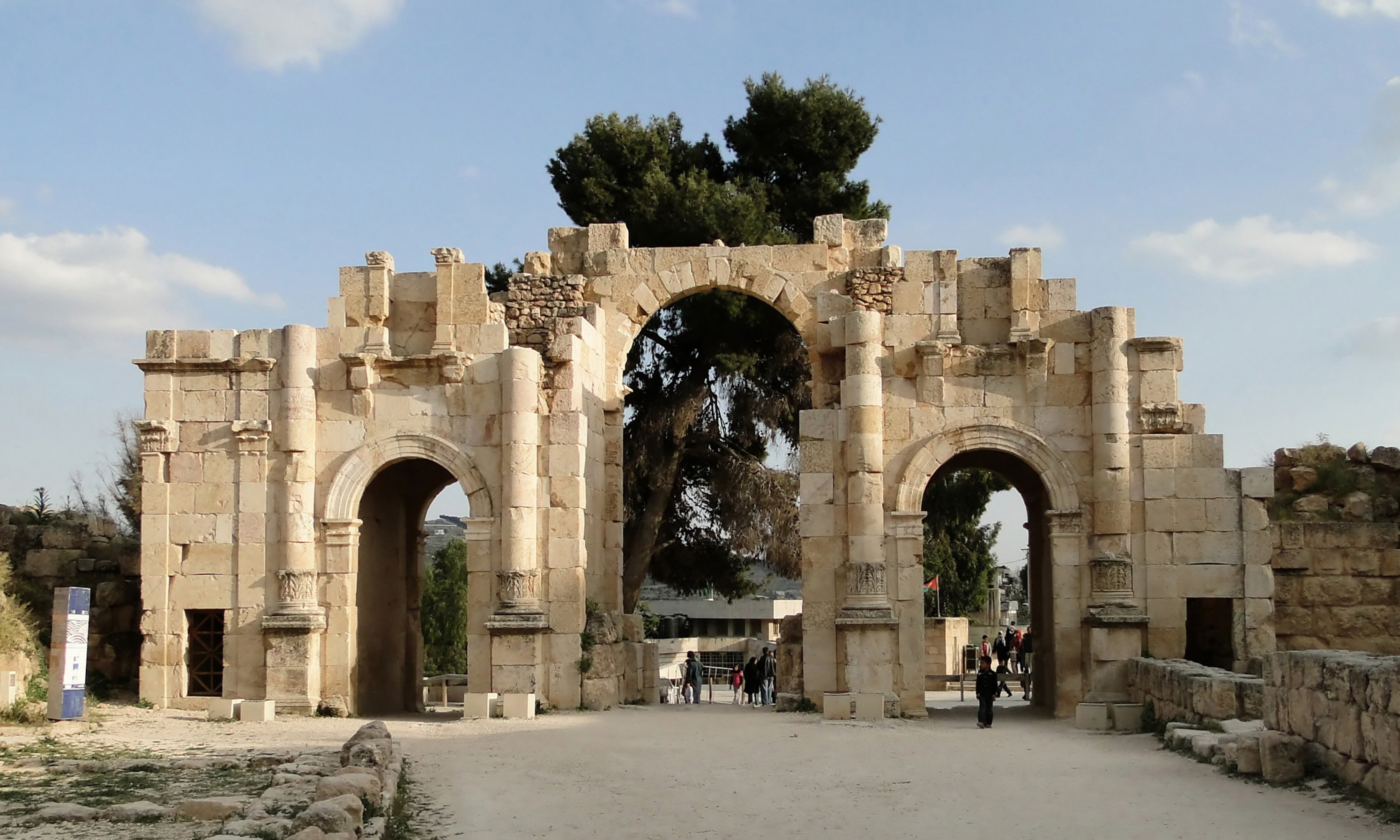
دروازه جنوبی در شهر باستانی جراش

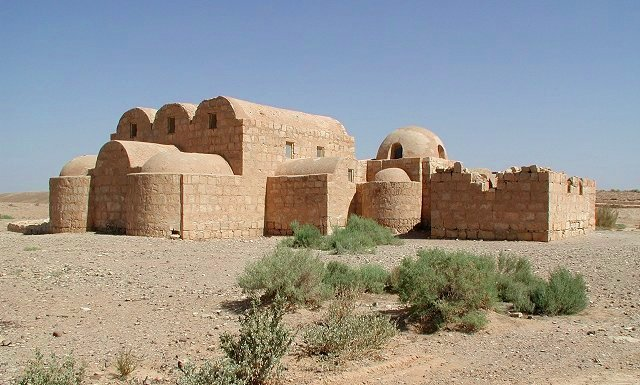
قصر عمراً قلعه ای بیابانی از دوران امپراتوری اسلامی

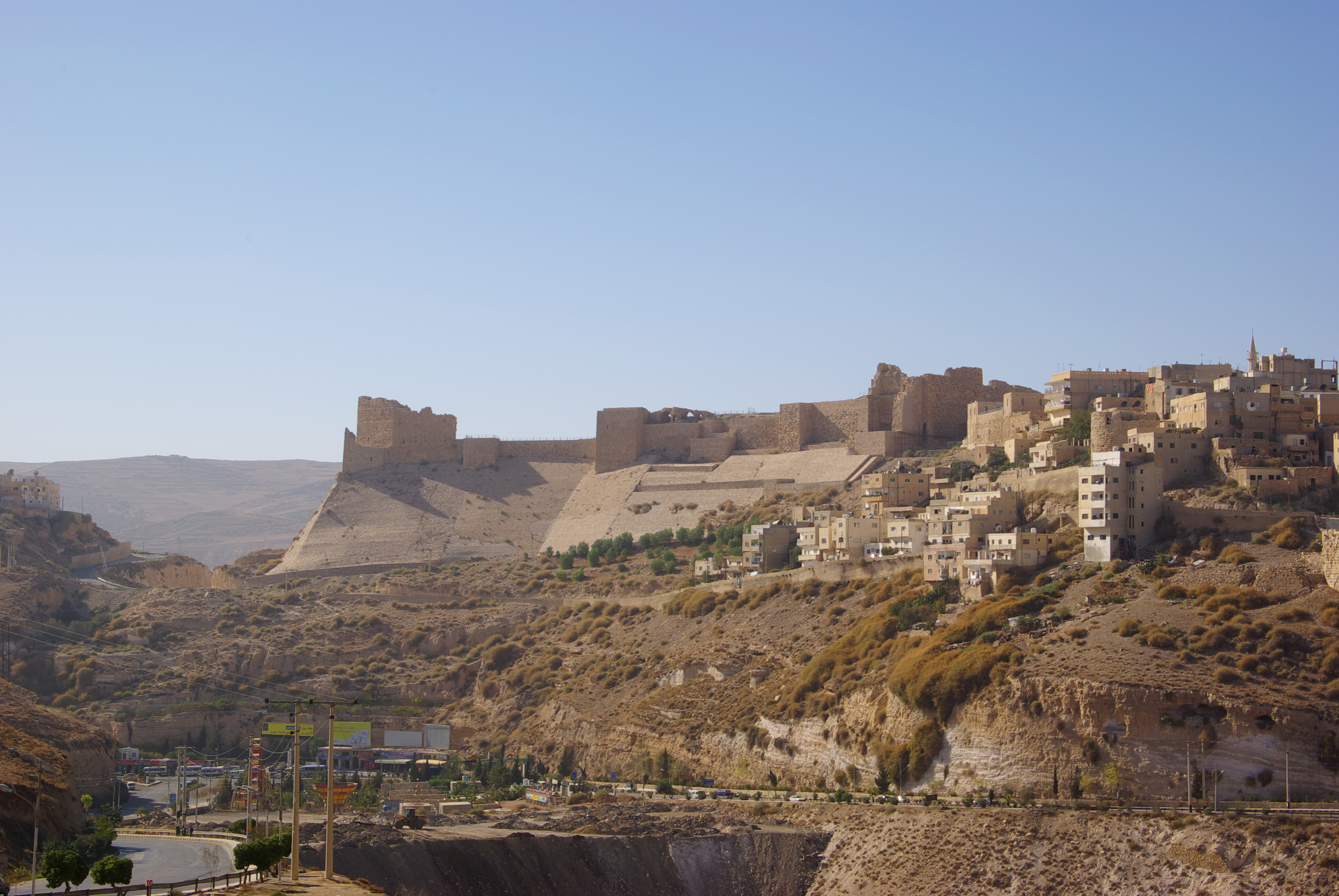
قلعه الکارک

- پترا در وادی موسی، خانه نبطی‌ها، شهری کامل است که در کوهی تراشیده شده‌است. صخره‌های عظیم رنگارنگ، عمدتاً صورتی رنگ هستند. در این شهر سازه‌های مختلفی وجود دارد. از دیگر مکانهای مهم دیدنی پترا می‌توان به صومعه، تئاتر رومی، مقبره‌های سلطنتی اشاره کرد. پترا توسط کاوشگر سوئیسی یوهان لودویگ بورکهارد در سال ۱۸۱۲ برای دنیای غرب کشف شد. این مکان در سال ۱۹۸۵ به عنوان میراث جهانی یونسکو ثبت شد.
- ام قیس، شهری در محل ویران شده هلنیستی - رومی
- جرش، شهری باستانی در کشور پادشاهی اردن است. ذکر نام شهر جرش در بسیاری از کتب مؤرخین عرب آمده‌است. آثار زیاری از دوران تسلط امپراتوری روم بر این منطقه در جرش باقی‌مانده‌است
- الشوبک،
- عجلون،این شهر که بر روی تپه‌ماهورها قرار گرفته مرکز استانی به همین نام است. در عجلون آثار کاخی باشکوه از سده ۱۲ میلادی دیده می‌شود.
- کرک شامل یک قلعه مهم از زمان صلاح الدین است که به قلعه الکرک معروف است.
- أم جمال، به اصطلاح «جواهر سیاه کویر»، زمانی شهری در حاشیه دکاپولیس بود.
- کاخ عمره، یکی از بهترین آثار حفظ شده دوره اسلامی
- ام‌الرصاص که در سال ۲۰۰۵ به عنوان میراث جهانی یونسکو ثبت شد، ترکیبی از معماری رومی، بیزانس و مسلمانان اولیه را نشان می‌دهد. از جمله گنجینه‌های آن بزرگترین کف موزاییکی کلیسا در کشور است.

### ذخیره‌گاه‌های طبیعی
- وادی موجب، رودی است در اردن که در سحطی ۴۱۰ متر زیر سطح دریاهای آزاد به دریای مرده می‌ریزد. دریاچه سد موجب در کوهستان خاور دریای مرده، در حدود ۹۰ کیلومتری جنوب شهر امان واقع شده‌است. به‌جز پرندگان ساکن در این وادی، این منطقه هم‌چنین از ایستگاه‌های امن برای کوچ شمار فراوانی از پرندگان است که از دره بزرگ آفریقا به شمال خاوری اروپا می‌روند.
- ذخیره گاه تالاب آزراک، آزراک واحه ای تالابی بی نظیر است که در قلب صحرای شرقی نیمه خشک اردن واقع شده و توسط انجمن سلطنتی برای حفاظت از طبیعت (RSCN) اداره می‌شود. از جاذبه‌های آن می‌توان به چندین دریاچه ساخته شده طبیعی و باستانی، یک باتلاق آب فصلی و یک کفپوش بزرگ اشاره کرد که به قلعه الازراق معروف است. طیف گسترده‌ای از پرندگان هر ساله در محل ذخیره گاه برای استراحت در طول مسیرهای مهاجرت خود بین آسیا و آفریقا توقف می‌کنند. برخی برای زمستان می‌مانند یا در مناطق حفاظت شده تالاب تولید مثل می‌کنند.
- ذخیره گاه زیست کره دانا، مساحت این بخش ۳۰۸ کیلومتر مربع را تشکیل می‌دهد، متشکل از زنجیره ای از دره‌ها و کوه‌ها که از بالای دره ریفت اردن تا پایین زمین‌های بیابانی وادی عربا امتداد دارد. دانا محل زندگی حدود ۶۰۰ گونه گیاهی، ۳۷ گونه پستاندار و ۱۹۰ گونه پرنده است.
- ذخیره گاه حیات وحش شوماری، ذخیره گاه شوماری در سال ۱۹۷۵ توسط انجمن سلطنتی برای حفاظت از طبیعت (RSCN) به عنوان یک مرکز تولید و حفاظت از حیوانات وحشی در معرض خطر یا منقرض شده در منطقه ایجاد شد. امروز، به دنبال برنامه‌های تولید مثل با برخی از پارک‌ها و باغ وحش‌های برجسته حیات وحش جهان، این ذخیره گاه کوچک ۲۲ کیلومتر مربعی یک محیط محافظت شده برای برخی از نادرترین گونه‌های خاورمیانه است که از جمله آنها می‌توان به تیزشاخ عربی، شترمرغ، غزال و گورخر آسیایی اشاره کرد که در بسیاری از موزاییک‌های بیزانس قرن ۶ به تصویر کشیده شده‌است.

## آمار بازدید کنندگان
بیشتر بازدیدکنندگانی که به اردن سفر می‌کنند از کشورهای زیر بودند:
| کشور                | ۲۰۱۶      | ۲۰۱۵      | ۲۰۱۴      |
| ------------------- | --------- | --------- | --------- |
| عربستان سعودی       | ۷۵۶٫۹۸۹   | ۸۸۳٬۸۸۴   | ۱٬۰۵۷٬۶۰۴ |
| فلسطین              | ۶۹۳۴۵۴    | ۶۱۱٬۶۰۱   | ۵۴۲٬۰۵۹   |
| مصر                 | ۲۴۴٬۴۱۸   | ۲۵۸٬۳۶۶   | ۲۴۹٬۵۶۱   |
| ایالات متحده آمریکا | ۱۶۶٬۴۴۱   | ۱۶۱٬۰۱۳   | ۱۶۰٬۷۶۶   |
| عراق                | ۱۴۲٬۰۴۴   | ۱۵۸٫۳۶۴   | ۲۲۴٬۵۹۶   |
| اسرائیل             | ۱۴۱٬۸۸۱   | ۱۵۴٬۳۱۶   | ۱۷۶٬۰۳۲   |
| سوریه               | ۱۳۶٫۹۷۳   | ۱۹۳٬۹۶۶   | ۴۲۱٬۱۶۶   |
| کویت                | ۸۹۹۹۴     | ۹۲٬۳۴۳    | ۹۱٬۰۶۹    |
| بریتانیا            | ۶۴٬۷۶۶    | ۶۰۸۲۰     | ۷۳٬۷۰۲    |
| هند                 | ۵۷٬۷۲۰    | ۴۹٬۷۵۵    | ۵۴٬۱۲۹    |
| آلمان               | ۵۷٬۴۹۷    | ۴۷۹۵۱     | ۵۶٬۳۲۳    |
| یمن                 | ۵۷٬۳۳۳    | ۷۱٬۸۹۵    | ۶۷٬۰۷۱    |
| جمع                 | ۴٬۷۷۸٬۵۲۹ | ۴٬۸۰۹٬۲۷۴ | ۵۳۲۶۵۰۱   |

## سرمایه‌گذاری
اردن سرمایه‌گذاری زیادی در زیرساخت‌های توریستی خود در قالب هتل‌ها، اسپا، استراحتگاه‌ها و پروژه‌های عظیم املاک و مستغلات و به عنوان پروژه «بازسازی شهری آبدالی» و «مارسا زاید» در عقبه انجام می‌دهد. خانه‌های لوکس مسکونی مانند سانایا امان و دیوار زندگی، مسافران حاشیه خلیج فارس را به خرید ملک در اردن جذب می‌کند.
فرودگاه بین‌المللی ملکه آلیا برای جابجایی سالانه ۹ میلیون مسافر در مرحله اول و در مرحله دوم ۱۲ میلیون در حال توسعه است..
توسعه گردشگری در حال حاضر USAID با ادامه حمایت از پروژه توسعه گردشگری اردن (Siyaha)، که هم‌اکنون در چرخه حیات پروژه دوم خود است، یک شریک فعال در توسعه صنعت گردشگری در اردن است.
- پروژه گردشگری اردن (SIYAHA)

مدت زمان: ۲۰۰۵–۲۰۰۸
بودجه: ۱۷٬۴۲۴٬۲۸۳ دلار (تخمین زده شده)
شریک مجری : Chemonics International
- پروژه گردشگری اردن II (SIYAHA)

مدت زمان: ۲۰۰۸–۲۰۱۳
بودجه: ۲۸ میلیون دلار
شریک مجری : Chemonics International